# イオン板橋ショッピングセンター
イオン板橋ショッピングセンター（イオンいたばしショッピングセンター）は、東京都板橋区に位置し、イオンリテールが運営するコミュニティ型ショッピングセンター（CSC）。

## 概要
2000年（平成12年）5月25日にマイカルが運営する「板橋サティ」として開業。当地北側に本社を置く伸銅メーカーの大木伸銅工業徳丸工場の跡地に竣工した。
2001年（平成13年）年9月14日にマイカルの経営破綻が確実となり、同年11月22日にイオングループが会社更生法下の支援を表明し、傘下入りした。2011年（平成23年）3月1日に、マイカルがイオンリテールに吸収合併されたのを機に、ショッピングセンター名を現名称に、核店舗名を「イオン板橋店」に変更した。
地上5階建てで、城北地域初のシネマコンプレックスであるイオンシネマ板橋が設置されている。950台収容の駐車場を備える。
東武練馬駅北口（北西側に在る）から東方向に3分ほど歩いた、プラットホームと平行して向かい合う位置に所在する。同駅周辺は古くからの住宅地で狭路しかなく、もともと駅前広場がなかったが、再開発に伴い敷地の一部を歩道や路線バス・タクシー乗り場として提供している。また、駅周辺ではマンションの開発ラッシュによる人口増加と、昔から営業していた駅周辺の個人商店が次々に閉店するといった変化が起こり、休日には買物客の車により周辺道路が渋滞するといった弊害も出ている。
開業当初は従前からの土地保有者である大木伸銅工業と東洋信託銀行による区分所有であったが、2004年（平成16年）12月9日よりUFJ信託銀行所有部分について、日本リテールファンド投資法人が取得した。
2024年10月に1F食品売場がリニューアルされた。

## フロア構成
- B1F イオンバイク
- 1F 食品・ヘルス・日用品・専門店のフロア
- 2F ファッション・服飾雑貨とビューティーケア・専門店のフロア
- 3F キッズとベビー用品・フードコート・専門店のフロア
- 4F 暮らしの品と専門店のフロア
- 5階：シネマとレストランのフロア

### 主なテナント
- スターバックスコーヒー：1F
- 無印良品：4F
- 未来屋書店：4F
- カプリチョーザ：5F・ITABASHI DINING
- おひつごはん四六時中：5F・ITABASHI DINING

### イオンシネマ板橋
イオンシネマ板橋（イオンシネマいたばし・ÆON CINEMA ITABASHI）とは、イオン板橋ショッピングセンター5階にあり、イオンエンターテイメントが運営するシネマコンプレックスである。
2000年5月25日の施設開業に合わせて開業。開業から2013年6月30日まではワーナー・マイカル運営によるワーナー・マイカル・シネマズ板橋として営業し、2013年7月1日に現在の名称に変更。12スクリーン、計2,326席であり、イオンエンターテイメントが運営する劇場では最大級の規模を持つ。かつてはスクリーン8がTHX認証館だった。音響は全スクリーンSRD、DTS対応。現在、スクリーン8では、スカルプトオーディオを採用している。
板橋区内には1960年時点で14の映画館が存在していたが、成増にあった成増国際劇場（1958年開業）が1991年に閉館して以降、ワーナー・マイカルが開館するまでの9年間は板橋区内に映画館が存在しなかった。
| No. | 座席数 | 座席数 | Size | Size | スピーカー |
| No. | 通常   | 車椅子 | 縦   | 横   | スピーカー |
| --- | ------ | ------ | ---- | ---- | --- |
| 1   | 154    | 2      | 6.0  | 10.8 | - ステージスピーカー（JBL C222） - サラウンドスピーカー（JBL 9310） - サブウーファー（JBL 4642A×1） - パワーアンプ - QSC DCA1622 - QSC DCA1222 - QSC DCA2422 - プロセッサー（QSC DCP300）                                                   |
| 2   | 180    | 2      | 6.3  | 11.2 | - ステージスピーカー（JBL C222） - サラウンドスピーカー（JBL 9310） - サブウーファー（JBL 4642A×1） - パワーアンプ - QSC DCA1622 - QSC DCA1222 - QSC DCA2422 - プロセッサー（QSC DCP300）                                                   |
| 3   | 149    | 2      | 6.3  | 11.2 | - ステージスピーカー（JBL C222） - サラウンドスピーカー（JBL 9310） - サブウーファー（JBL 4642A×1） - パワーアンプ - QSC DCA1622 - QSC DCA1222 - QSC DCA2422 - プロセッサー（QSC DCP300）                                                   |
| 4   | 128    | 2      | 4.4  | 7.7  | - ステージスピーカー（JBL C222） - サラウンドスピーカー（JBL 9310） - サブウーファー（JBL 4642A×1） - パワーアンプ - QSC DCA1622 - QSC DCA1222 - QSC DCA2422 - プロセッサー（QSC DCP300）                                                   |
| 5   | 128    | 2      | 4.4  | 7.7  | - ステージスピーカー（JBL C222） - サラウンドスピーカー（JBL 9310） - サブウーファー（JBL 4642A×1） - パワーアンプ - QSC DCA1622 - QSC DCA1222 - QSC DCA2422 - プロセッサー（QSC DCP300）                                                   |
| 6   | 98     | 2      | 4.4  | 7.7  | - ステージスピーカー（JBL C222） - サラウンドスピーカー（JBL 9310） - サブウーファー（JBL 4642A×1） - パワーアンプ - QSC DCA1622 - QSC DCA1222 - QSC DCA2422 - プロセッサー（QSC DCP300）                                                   |
| 7   | 152    | 2      | 6.3  | 11.2 | - ステージスピーカー（JBL C222） - サラウンドスピーカー（JBL 9310） - サブウーファー（JBL 4642A×1） - パワーアンプ - QSC DCA1622 - QSC DCA1222 - QSC DCA2422 - プロセッサー（QSC DCP300）                                                   |
| 8   | 442    | 4      | 6.7  | 15.4 | - ステージスピーカー（AM7200/95＋ASB6128） - サラウンドスピーカー（JBL9310＋9350Sculpted Surround） - サブウーファー（ASB6118(特設SW)×6） - パワーアンプ - CROWN MA-5000i - CROWN CDi4/1200 - CROWN MA-9000i×2 - プロセッサー（QSC DCP300） |
| 9   | 249    | 4      | 6.1  | 14.1 | - ステージスピーカー（JBL C222HP） - サラウンドスピーカー（JBL 9310） - サブウーファー（JBL 4642A×2） - パワーアンプ - QSC DCA1622 - QSC DCA1222 - QSC DCA2422 - プロセッサー（QSC DCP300）                                                 |
| 10  | 274    | 4      | 6.7  | 15.4 | - ステージスピーカー（JBL C222HP） - サラウンドスピーカー（JBL 9310） - サブウーファー（JBL 4642A×4） - パワーアンプ - QSC DCA1622 - QSC DCA1222 - QSC DCA2422 - プロセッサー（QSC DCP300）                                                 |
| 11  | 92     | 2      | 5.6  | 9.9  | - ステージスピーカー（JBL C222） - サラウンドスピーカー（JBL 9310） - サブウーファー（JBL 4642A×1） - パワーアンプ - QSC DCA1622 - QSC DCA1222 - QSC DCA2422 - プロセッサー（QSC DCP300）                                                   |
| 12  | 120    | 2      | 5.3  | 12.1 | - ステージスピーカー（JBL C222） - サラウンドスピーカー（JBL 9310） - サブウーファー（JBL 4642A×1） - パワーアンプ - QSC DCA1622 - QSC DCA1222 - プロセッサー（QSC DCP300）                                                                 |

- 2、8番スクリーンはハイ・フレーム・レートおよび3D対応
- 9番スクリーンは3D対応
- 8番スクリーンは旧THXスクリーン、スカルプトオーディオ採用
- 全スクリーンがデジタル7.1chに対応

## アクセス
鉄道：東武東上線東武練馬駅から歩いてすぐ。
バス：東武練馬駅停留所から歩いてすぐ。